# 維納斯 (女神卡卡歌曲)
《Venus》是收录于美国女歌手Lady Gaga第三張專輯《ARTPOP》的宣传单曲，由Gaga和DJ White Shadow合写，2013年10月27日上传至Gaga的官方VEVO账号，10月28日在iTunes、Amazon.com以数位下载形式正式发行。这是Gaga第一次担任单曲的独立制作人。

## 背景与发行
在2013年9月3日，Gaga在Twitter上面发起两个投票，让歌迷决定《ARTPOP》的第二支单曲。第一个投票提供《Manicure》和《Sexxx Dreams》两个选择，第二个投票提供了《Aura》和《Swine》两个选择。（但最终这四首曲目都未被用作二单）。在2013年9月20日，Gaga发推称专辑第二支单曲将于专辑《ARTPOP》发行之前发行。 她补充说： “对于第二支单曲，有很多的选择，我想选择一首完全代表‘我’的歌曲！对我来说这就是选出最佳的歌曲……（同时），有一种可能就是你还没听到过第二支单曲。 2013年10月10日，Gaga在Twitter上宣布《Venus》为专辑《ARTPOP》第二支单曲，于2013年10月27日发布。 25日官方将放出歌曲片段以供试听。
10月13日，Gaga在Twitter上透露正在拍摄《Venus》的音乐录影带，由露丝·霍格本（Ruth Hogben）執导。 之后因宣传单曲《Do What U Want》获得意想不到的商业成功，《Venus》被改为专辑的宣传单曲，《Do What U Want》最终成为第二支单曲。
在2013年10月25日，Gaga发布了歌曲的三张单曲封面，都由摄影师Steven Klein拍摄。

## 现场表演
- Gaga于2013年10月26日在伦敦G-A-Y夜总会首次表演歌曲。[11]
- Gaga在第10季英国X音素上表演这首曲目和《Do What U Want》。[12]
- Gaga在专辑发布前夜11月10日晚ARTRave上表演了歌曲。